# Частини тіла (фільм)
«Частини тіла» (англ. Body Parts) — американський трилер 1991 року.

## Сюжет
Психолог-криміналіст Білл Крашанк потрапляє в страшну автокатастрофу, залишається живий, але втрачає руку. Після складної операції хірурги пришивають йому руку іншої людини. Але незабаром рука починає жити своїм власним життям, повстаючи проти дружини Білла і його дітей. Доведений до відчаю, Білл намагається з'ясувати, хто був господарем цієї руки, але страшне відкриття кидає його у світ неймовірного жаху.

## У ролях
- Джефф Фейгі — Білл Крашанк
- Ліндсі Дункан — доктор Агата Вебб
- Кім Ділейні — Карен Крашанк
- Закес Мокае — детектив Савчук
- Бред Дуріф — Ремо Лейсі
- Джон Волш — Чарлі Флетчер
- Пол Бен-Віктор — Рей Кольберг
- Пітер Мернік — Марк Дрейпер
- Натаніель Моро — Білл-молодший
- Сара Кемпбелл — Саманта
- Енді Гамфрі — Рікі
- Ліндсей Меррітью — Роджер
- Джеймс Кідні — детектив Джексон
- Арлін Дункан — медсестра 1
- Аллан Прайс — репортер 1
- Гел Ейзен — репортер 2
- Тая Ред — жінка репортер
- Лінн Ремус — медсестра 2
- Пітер МакНейл — п'яний
- Джин Дінові — бармен